# Nevianipora
Nevianipora is een geslacht van mosdiertjes uit de familie van de Diaperoeciidae en de orde Cyclostomatida. De wetenschappelijke naam ervan werd in 1944 voor het eerst geldig gepubliceerd door Borg.

## Soorten
- Nevianipora arcuata Winston, Vieira & Woollacott, 2014
- Nevianipora borgi Buge, 1979
- Nevianipora fasciculata (Canu & Bassler, 1929)
- Nevianipora floridana (Osburn, 1940)
- Nevianipora gasparensis (MacGillivray, 1887)
- Nevianipora interjuncta MacGillivray, 1886
- Nevianipora macgillivrayi (Stach, 1936)
- Nevianipora milneana (d'Orbigny, 1839)
- Nevianipora minor (Canu & Bassler, 1929)
- Nevianipora pedleyi (Haswell, 1880)
- Nevianipora pulcherrima (Kirkpatrick, 1890)
- Nevianipora pulcherrimoidea (Liu in Liu, Yin & Ma, 2001)
- Nevianipora rugatata (Liu in Liu, Yin & Ma, 2001)
- Nevianipora rugosa (Osburn, 1940)